# WTA Austrian Open 2003
Il WTA Austrian Open 2003 è stato un torneo di tennis giocato sulla terra rossa. È stata la 32ª edizione del torneo, che fa parte della categoria Tier III nell'ambito del WTA Tour 2003. Si è giocato a Vienna in Austria, dal 9 al 15 giugno 2003.

## Campionesse

### Singolare
Paola Suárez ha battuto in finale  Karolina Šprem con il punteggio di 7–6, 2–6, 6–4.

### Doppio
Ting Li /  Tiantian Sun hanno battuto in finale  Yan Zi /  Zheng Jie con il punteggio di 6–3, 6–4.